# 迪薩波因特門特角

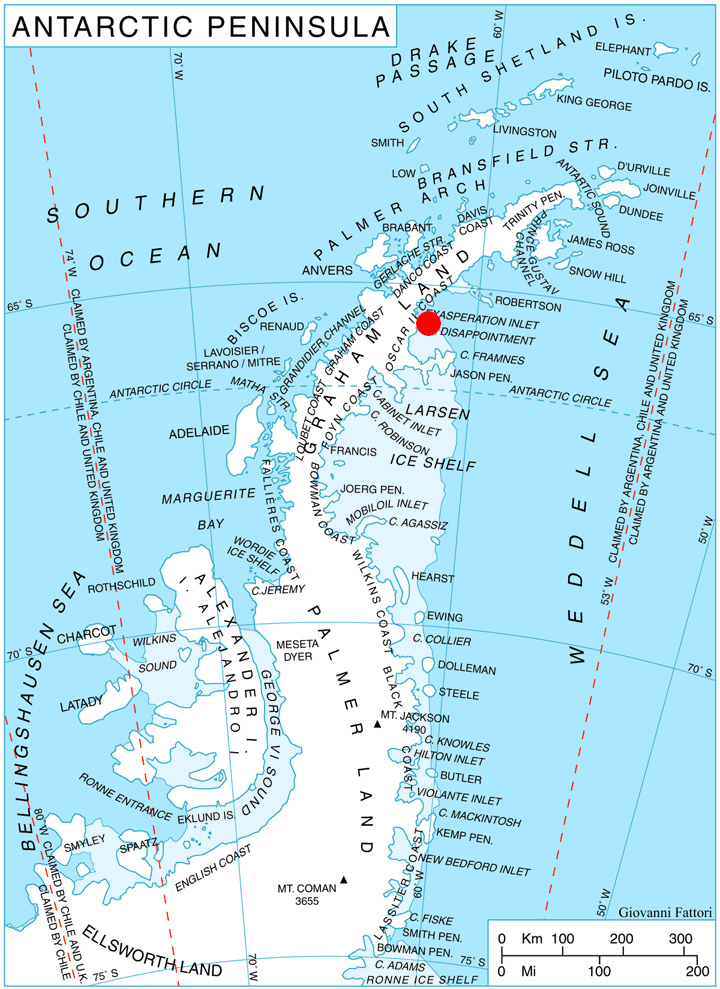

65°33′S 61°43′W / 65.550°S 61.717°W
迪薩波因特門特角（瑞典語：Disappointment, Cape）是南極洲的海岬，位於葛拉漢地東岸，由冰雪封蓋，在1902年由瑞典的探險隊發現，現時由南極條約體系管理。